# 隙間雲

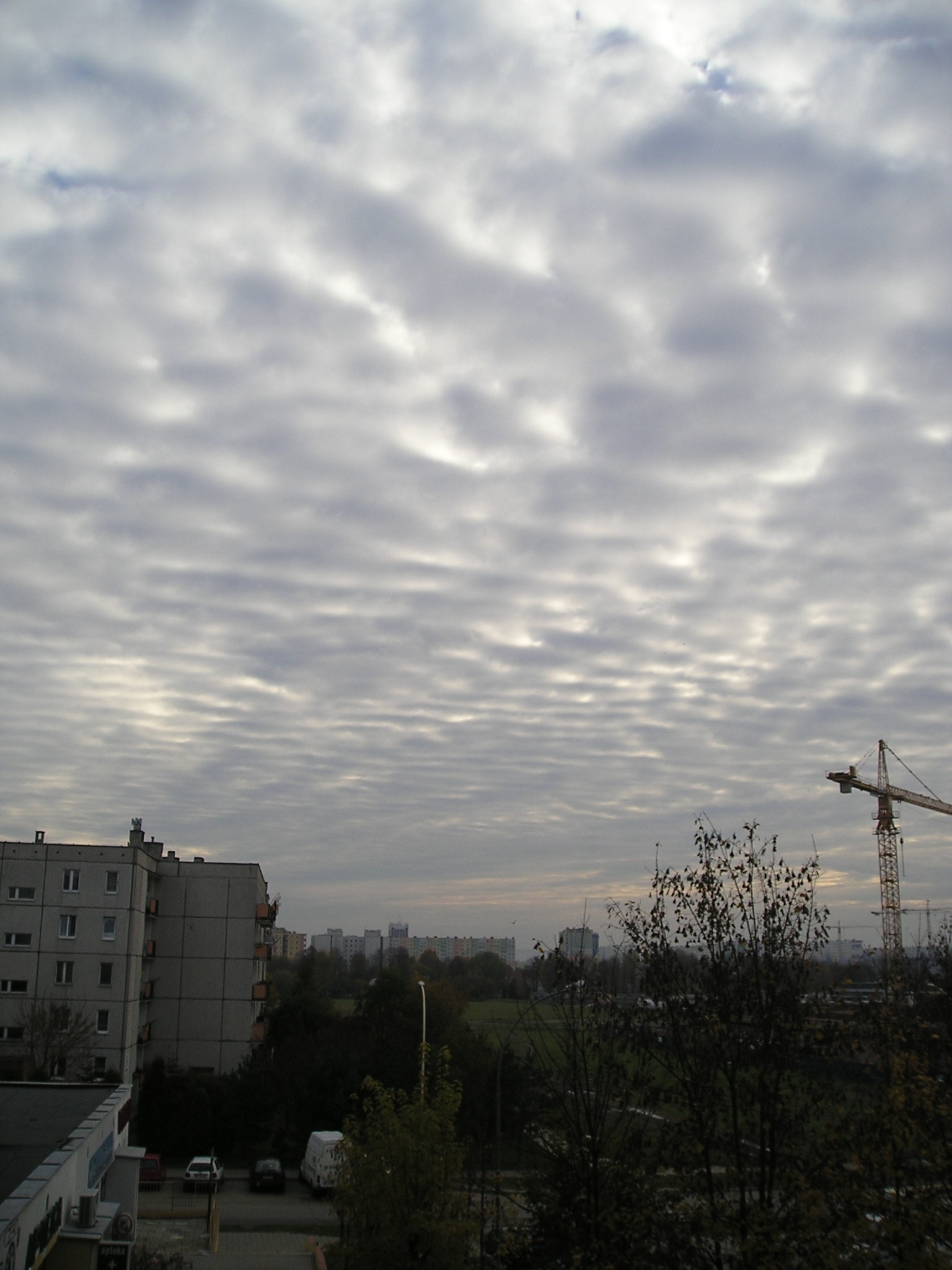
空一面にどんよりと広がる隙間雲

隙間雲（すきまぐも、ラテン語学術名:perlucidus、略号:pe）とは、雲の変種の1つで、高積雲と層積雲に現れる。空を広範囲に覆う雲の中でも、隙間があってそこから空が透けて見えるような雲のこと。「すきま雲」とひらがな表記することもある。また、まだら雲とも呼ぶ。
"perlucidus"は、ラテン語で「光が通り抜けられる」という意味がある。
小さい雲片が集まって斑点のようになっているか、大きな層状の雲に細かい切れ間が多数できたもの。隙間は狭くても明瞭で、昼なら間に青空や上層の雲が見え、雲が流れていくと太陽や月が隙間に覗く。雲の部分には上昇気流、隙間の部分には下降気流がある。
高積雲では層状雲に現れる。空が見える隙間雲の状態が続いているときは、天気は安定する傾向にある。上層に雲が広がり隙間雲から空を見通せないときや、次第に隙間がなくなり厚みを増してくるときは、天気は崩れる傾向でしばしば雨の前触れとなる。